# 사천 구산사비
사천 구산사비(泗川 龜山祠碑)는 대한민국 경상남도 사천시 사천읍 구암리, 구계서원에 있는 조선중기의 학자인 구암 이정의 묘정에 세워져 있는 비석이다. 2018년 8월 9일 경상남도의 유형문화재 제635호로 지정되었다.

## 지정사유
사천 구산사비는 조선중기의 학자인 구암 이정의 묘정에 세워져 있는 비석으로, 미수 허목이 글을 짓고 글씨도 썼다. 건립시기가 1645년으로 370년이 넘은 비석으로, 전체적인 보존상태도 양호한 편이다. 또한 서예가로도 이름이 높은 허목의 전서 및 해서 글씨를 새겨놓은 서예사적 의미도 큰 비석이다.

## 참고 문헌
- 사천 구산사비 - 국가유산청 국가유산포털